# Steel Azin Football Club
Lo Steel Azin Football Club (باشگاه فوتبال استیل‌آذین تهران) è una società calcistica iraniana con sede nella città di Teheran. Milita nella Lega iraniana di terza divisione, la quarta divisione del campionato iraniano.

## Storia
Fondato nel 1999, lo Steel Azin ha militato per la prima volta nella Persian Gulf Cup nella stagione 2009-2010. È retrocesso nell'annata seguente.

## Palmarès

### Competizioni nazionali
- Azadegan League: 1

2008-2009

### Altri piazzamenti
- Azadegan League:

Terzo posto: 2007-2008